# François Corboz
Pour les articles homonymes, voir Corboz.
François Corboz, né le 28 mai 1815 à Épesses et mort le 25 mars 1866 dans la même commune, est une personnalité politique suisse, membre du Parti libéral. Il est député du canton de Vaud au Conseil national de 1860 à sa mort.

## Biographie
François Corboz naît le 28 mai 1815 à Épesses, dans le canton de Vaud. Protestant, originaire d'Épesses et de Villette, il est le fils de Benjamin Louis Corboz, vigneron, et de Jeanne Marie Félix. Il épouse Suzanne Françoise Chevalley.
Après des études au collège et à l'école militaire de Berne, il devient vigneron et propriétaire foncier. Il est, de 1849 à 1862, agent voyer et inspecteur des bâtiments du district du Lavaux. Il est en outre, entre 1861 et 1863, colonel à l'état-major fédéral et, de 1863 à 1866, commandant du 3e arrondissement militaire.

### Carrière politique
Il est député libéral au Grand Conseil vaudois de 1845 à 1852. Candidat de l'opposition libérale, après la révolution radicale de 1815, il est conseiller national de 1860 à sa mort en 1866,.

## Liens
- Notice dans un dictionnaire ou une encyclopédie généraliste :   - Dictionnaire historique de la Suisse
- Notices d'autorité :   - VIAF
  - GND